# Zonca (equipo ciclista)

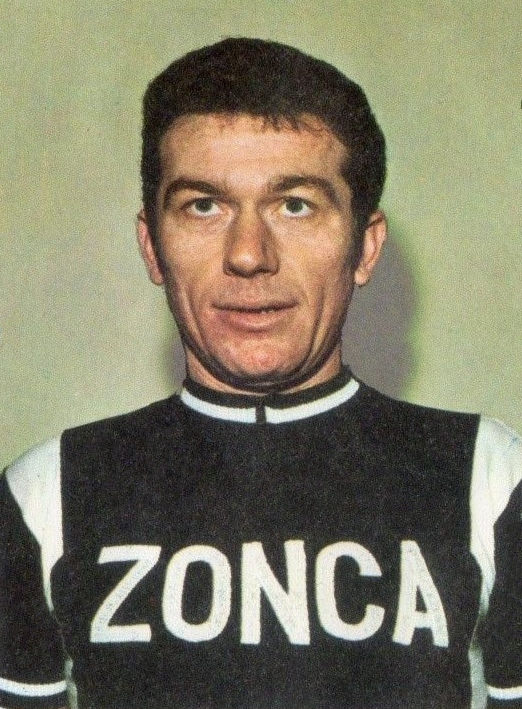
Ambrogio Portalupi

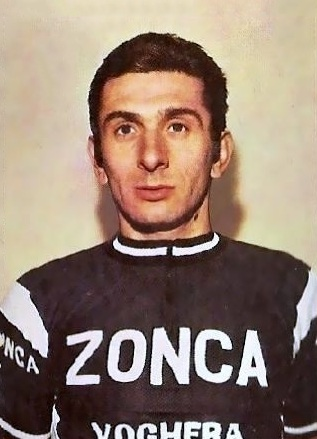
Giuseppe Beghetto

El equipo Zonca, fue un equipo ciclista italiano, de ciclismo en ruta que compitió entre 1969 a 1979. Su principal victoria fue la general del Giro de Italia por parte de Giuseppe Saronni.

## Corredor mejor clasificado en las Grandes Vueltas
| Año  | Giro de Italia        | Tour de Francia | Vuelta a España |
| ---- | --------------------- | --------------- | --------------- |
| 1970 | -                     | -               | -               |
| 1971 | -                     | -               | -               |
| 1972 | 5.º Wladimiro Panizza | -               | -               |
| 1973 | 10.º Gianni Motta     | -               | -               |
| 1974 | 4.º Tino Conti        | -               | -               |
| 1975 | 13.º Roland Salm      | -               | -               |
| 1976 | 25.º Enrico Guadrini  | -               | -               |
| 1977 | 36.º Ueli Sutter      | -               | -               |
| 1978 | 10.º Ueli Sutter      | -               | -               |
| 1979 | 12.º Bruno Wolfer     | -               | -               |

## Principales resultados
- Trofeo Matteotti: Davide Boifava (1972)
- Tour de Berna: Roland Salm (1974, 1975)
- Giro del Friül: Franco Bitossi (1976)
- Coppa Sabatini: Piero Spinelli (1976), Leonardo Mazzantini (1979)
- Giro de Reggio Calabria: Tino Conti (1977)
- Milán-Turín: Pierino Gavazzi (1978)
- Giro de Campania: Pierino Gavazzi (1979)

### A las grandes vueltas
- Giro de Italia
  - 8 participaciones (1972, 1973, 1974, 1975, 1976, 1977, 1978, 1979)
  - 4 victorias de etapa:
    - 1 el 1973: Gianni Motta
    - 2 el 1978: Giancarlo Bellini, Pierino Gavazzi
    - 1 el 1979: Bruno Wolfer

  - 0 clasificaciones finales:
  - 1 clasificaciones secundarias:
    - Gran Premio de la montaña: Ueli Sutter (1978)

- Tour de Francia
  - 0 participaciones

- Vuelta a España
  - 0 participaciones